# Penetrator
Penetrator est un groupe de thrash metal français, originaire d'Ostwald, en Alsace. Formé par Maxx Untrau, il se sépare en 1998, mais en 2013, ils décident de reprendre l'aventure. Les caractéristiques musicales du groupe vont du heavy metal au thrash metal.

## Biographie
Le groupe, formé en 1987, se construit une rapide réputation en œuvrant dans un thrash metal des plus radicaux influencé par Slayer, Kreator, Stormtroopers of Death, survitaminé par la voix gutturale de Caroline « Caro » Lavau. En octobre 1988, le groupe fait paraître sa première démo intitulée First Penetration. À la fin de 1990, à la suite de problèmes aux cordes vocales, Caro doit abandonner son style « grunt » pour un chant plus conventionnel. En juin 1992, elle quitte le groupe et fait place à Rodolf, qui, en plus d’apporter une guitare supplémentaire, imprègne Penetrator de nouvelles influences (Sonic Youth, Dinosaur Jr.). En novembre 1991, Tom (basse) quitte lui aussi le groupe. Il est alors remplacé par Bill qui amène une nouvelle couleur musicale avec son jeu rappelant Motörhead ou encore Yes. La même année, le groupe fait paraître son premier album studio, Beyond Your World.
Penetrator partage la scène avec des groupes tels que ADX, Aggressor, Loudblast, Treponem Pal, Asshole, SUP, Screaming Kids, Blasphereion (Belgique), Necronomicon (Allemagne), et Misfits (États-Unis). Ils jouent en France dans des villes comme Strasbourg, Nancy et Paris, dans des départements comme dans la Drôme, en Dordogne, ainsi qu’en Belgique et en Allemagne.
Le groupe annonce son retour en 2013, et revient en 2016 avec un nouvel album studio intitulé Back for More ; il s'accompagne d'un clip de la chanson-titre.

## Membres

### Membres actuels
- Rodolf – guitare, chant[2] (1992-1998, depuis 2013)
- Max « Maxxx » Untrau – guitare, chant[2] (1988-1998, depuis 2013)
- Bill – guitare basse[2] (1991-1998, depuis 2013)
- Hamer – batterie[2] (1988-1998, depuis 2013)

### Anciens membres
- Caroline « Caro » Lavau – chant[2] (1988-1992)
- Tom – basse[2] (1988-1991)

### Membres live et studio
- Nasty – guitariste soliste sur First Penetration (1988)
- Olivier – guitariste au concert du Gibus à Paris (mars 1989)

## Discographie

### Albums studio
- 1991 : Beyond Your World
- 2016 : Back for More

### Démos
- 1988 : First Penetration (1988)
- 1989 : Just a Rehearsal (1989)
- 1989 : ... Live! (1989)
- 1990 : Wishing (1990)
- 1994 : Recreation Tapes (1994)
- 1997 : I’m Feeling Right/Wrong (1997)

### EP
- 1990 : Now...
- 1993 / Maria Gave me Rock’n’Roll

### Compilation
- 1998 : The Best of (1998)